# Ян Шеліга
Ян Шеліга, або Іван Шеліга (пол. Jan Szeliga; ? — 1636, Львів) — мандрівний друкар, який тривалий час працював у Галичині.

## Життєпис
У 1605—1609 роках працював друкарем та книгарем у Кракові. У 1611 році Яна Шелігу до Добромиля запросив місцевий дідич Ян Щасний Гербурт, який заснував тут друкарню. Шеліга працював тут до 1617 року (друкарня перестала діяти після смерті патрона 31 грудня 1616). У 1618—1619 і 1626—1636 роках працював у Львові, у 1618—1619 — в Яворові, у 1621—1626 — в Ярославі. Помер у 1636 році у Львові. Михайло Сльозка придбав у спадкоємців Яна Шеліги його друкарню.

### Надруковані твори
- «Аннали» Станіслава Оріховського, хроніки Яна Длугоша (коштом Я. Щ. Гербурта[1]) і Вінцентія Кадлубека, панегірик міщанина з Дрогобича З. Пекаровича на честь місцевого старости Миколая Даниловича, всі — латиною, у Добромилі.
- «Трагедія, або Образ смерті пресвятого Івана Хрестителя, посланця Божого» Якуба Ґаватовича з першими україномовними інтермедіями (1619)
- поема Я. Доброцеського про Білоцерківську битву козаків та коронного війська (1626, польською)
- шість збірок польського поета К. Твардовського (1629—1631)
- коментар Еразма Сикста до творів Луція Аннея Сенеки (1627)
- твори Мелетія Смотрицького — «Апологія» (1628), «Ексетезис» (1629), «Протестація» (1631, усі латиною).
- Pontana Ludwik. Meditaciy abo Rozmyslenia o Tajemnicach Wiary so zywocie zbawicielowym, Pziewice Mariey, Nictorych swietych yna Ewangelie Sluzace (Ярослав 1621, польською). Видання не зафіксовано за каталогами українських стародруків Я.Запаска, Я.Ісаєвича „Пам’ятки книжкового мистецтва” Львів, 1984 за 1621 рік. https://violity.com/ru/114457336-1621-yaroslav-mandrivna-drukarnya-yana-sheligi-kniga-vidsutnya-v-katalozi-zapaska-i-sayevicha
- Skrobisiewski Jakub. Vitae archiepiscoporum Haliciensium et Leopoliensium Життя Архиєпископів Галицьких та Львівських Львів, друк. Я. Шеліги, 1628. Це була перша спроба нарису історії львівської діоцезії в біографіях її провідників. В стародруку досліджується історія львівської метрополії архієпископства та біографії архієпископів галицьких і львівських (від Кристина до Прухницького) У праці вміщено чимало документів і папських булл, подано численні деталі та докладні хронологічні звістки https://violity.com/ru/114455602-1628-lviv-druk-yana-sheligi-zhittya-arhiyepiskopiv-galickih-ta-lvivskih
- Gravina Domenico. Vox Turturis Seu de florenti ad nostra témpora SS Benedictі, Dominici, Franciscu et aliarum facrarum Religion urn statu... Львів, друкарня Іоанна Шеліги (Jannis Szeligae), 1628. Стародрук належав священнику греко-католицької церкви Йосипу Кладочному, доктору богослов'я, в'язню польських та совітських концтаборів, капелану дивізії СС «Галичина», котрий співпрацював з ОУН, виконував доручення митрополита Андрея Шептицького https://violity.com/ru/114528654-1628-lviv-arhiyepiskopska-tipografiya-yana-sheligi-ekslibris-kapelana-ss-galichini-kladochnogo